# Machtlinger Straße (stanice metra v Mnichově)
Machtlinger Straße je stanice mnichovského metra. Leží na lince U3 v jihozápadní části Mnichova, pod zeleným koridorem, kudy dříve vedla trasa nákladních vlaků.. Byla otevřena 28. října 1989.
Na západním konci nástupiště jsou umístěny pevné schody, eskalátory a výtah na stejnojmennou ulici. Ta je pojmenována podle Machtlfingu, části obce Andechs, jenž leží asi 35 kilometrů jihozápadně od Mnichova, mezi městečky Tutzing a Herrsching am Ammersee. Na východním konci pak vedou eskalátory a pevné schodiště na stezku, jež ústí do Helfenriederstrasse.
Stěny za kolejemi nemají obložení, byly zde ponechány holé vrtané piloty, jen natřené vínovou barvou. Na nich je rozvěšena čtveřice děl Zweiteiliges Objekt („Dvoudílný objekt“) od mnichovského malíře a výtvarníka Rupprechta Geigra. Strop je zakryt hliníkovými pláty, které jsou na koncích ohnuté, takže vytváří nad nástupištěm baldachýn. Na nich jsou podélně zavěšeny dva světelné pásy. Díky tomu, že je stanice umístěna těsně pod povrchem, jsou stropní pláty na dvou místech přerušeny světlíky. Pro další prosvětlení nástupiště pak byly do podlahy pod světlíky zabudovány nerezové desky.

## Galerie

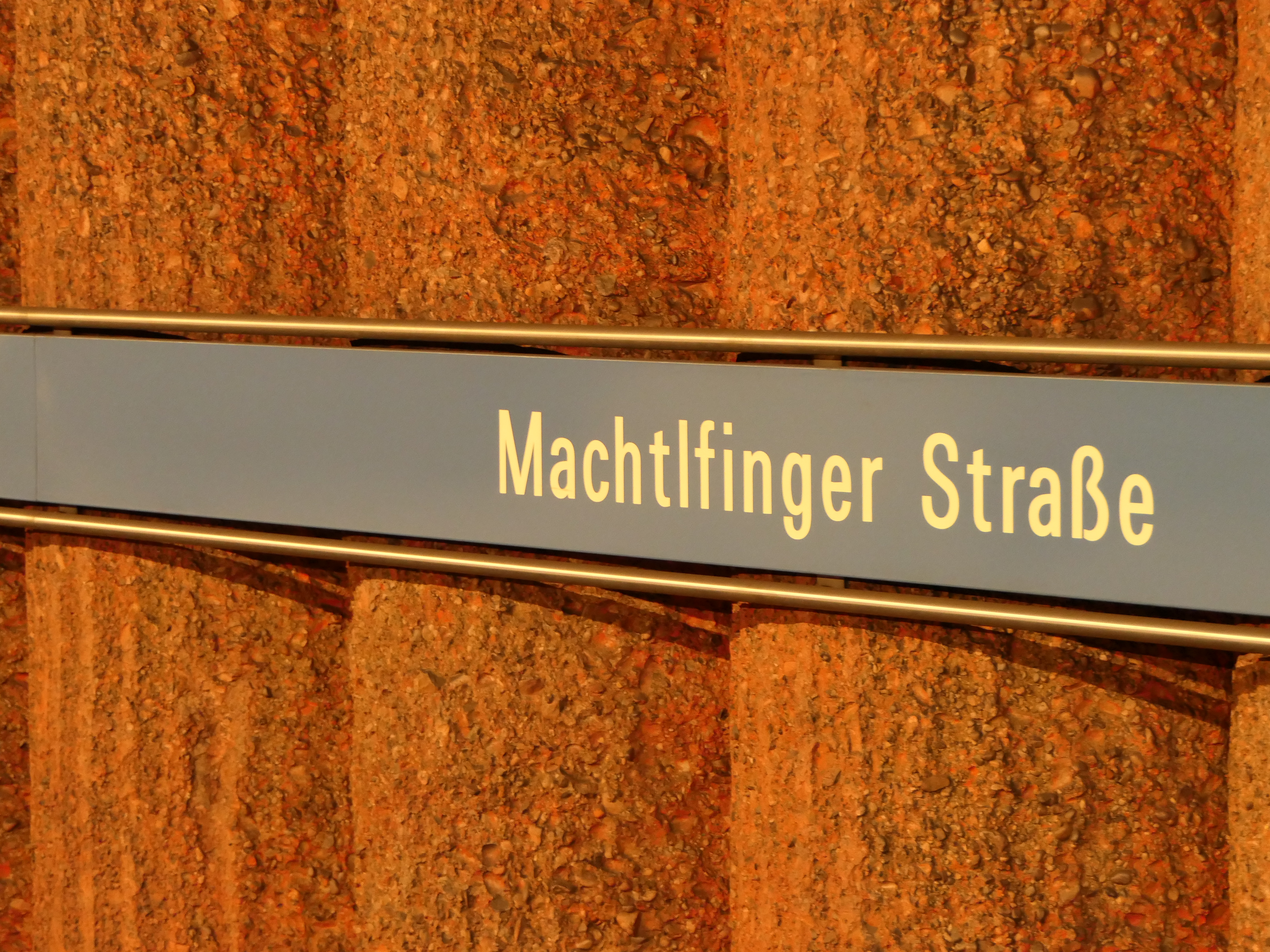
Název stanice a její hrubá stěna
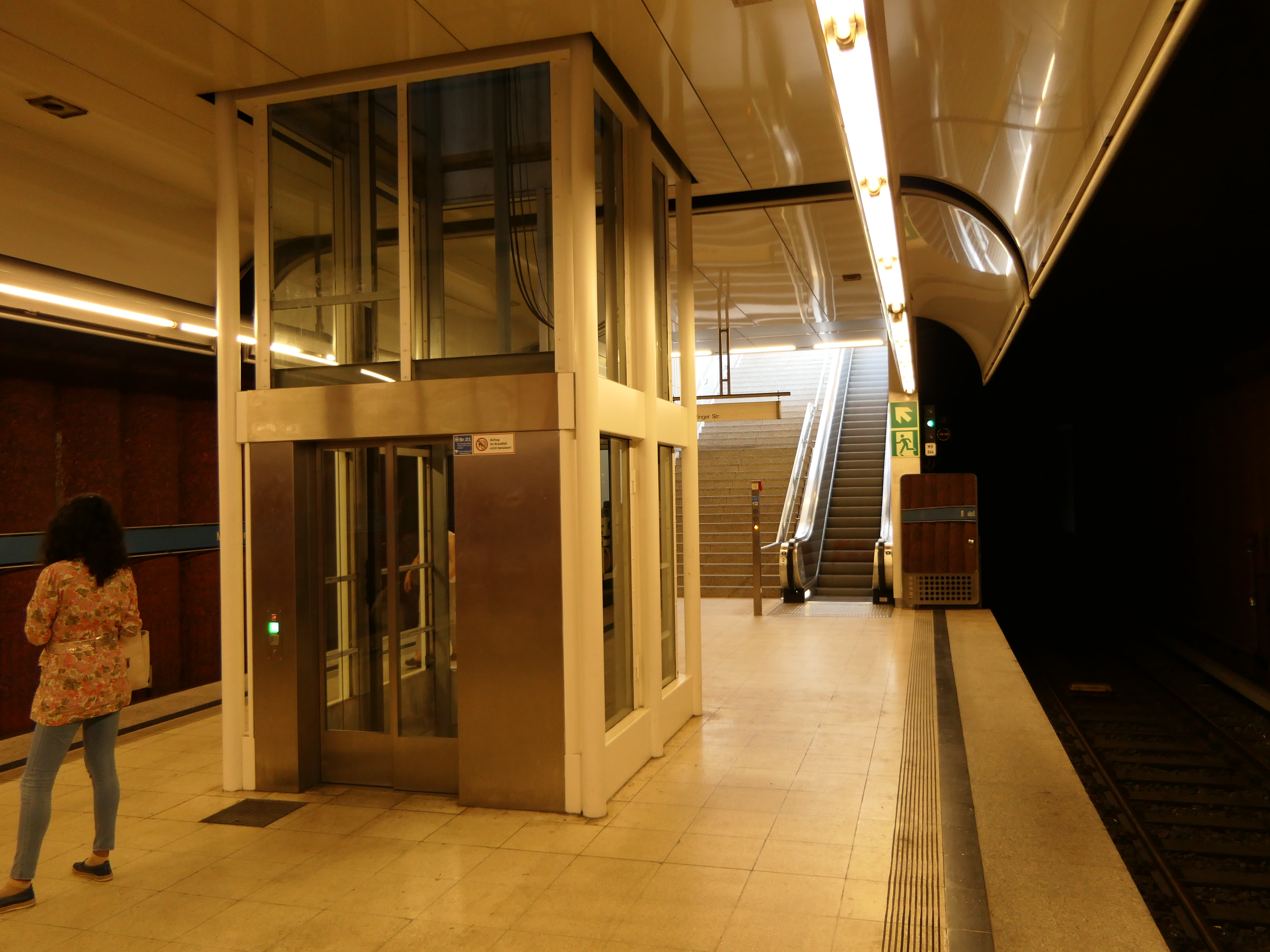
Výtah v úrovni nástupiště a západní schody
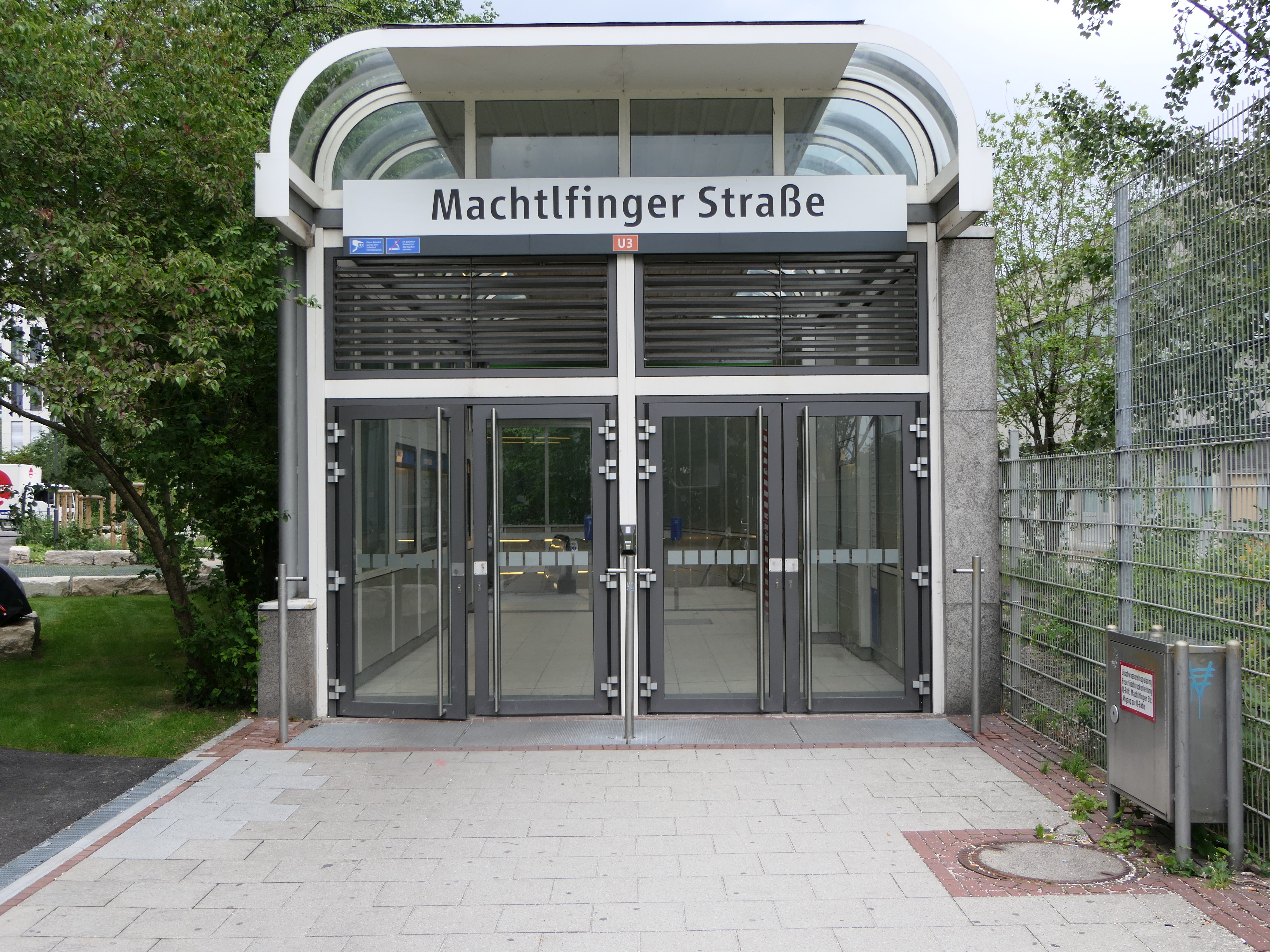
Vstup do stanice
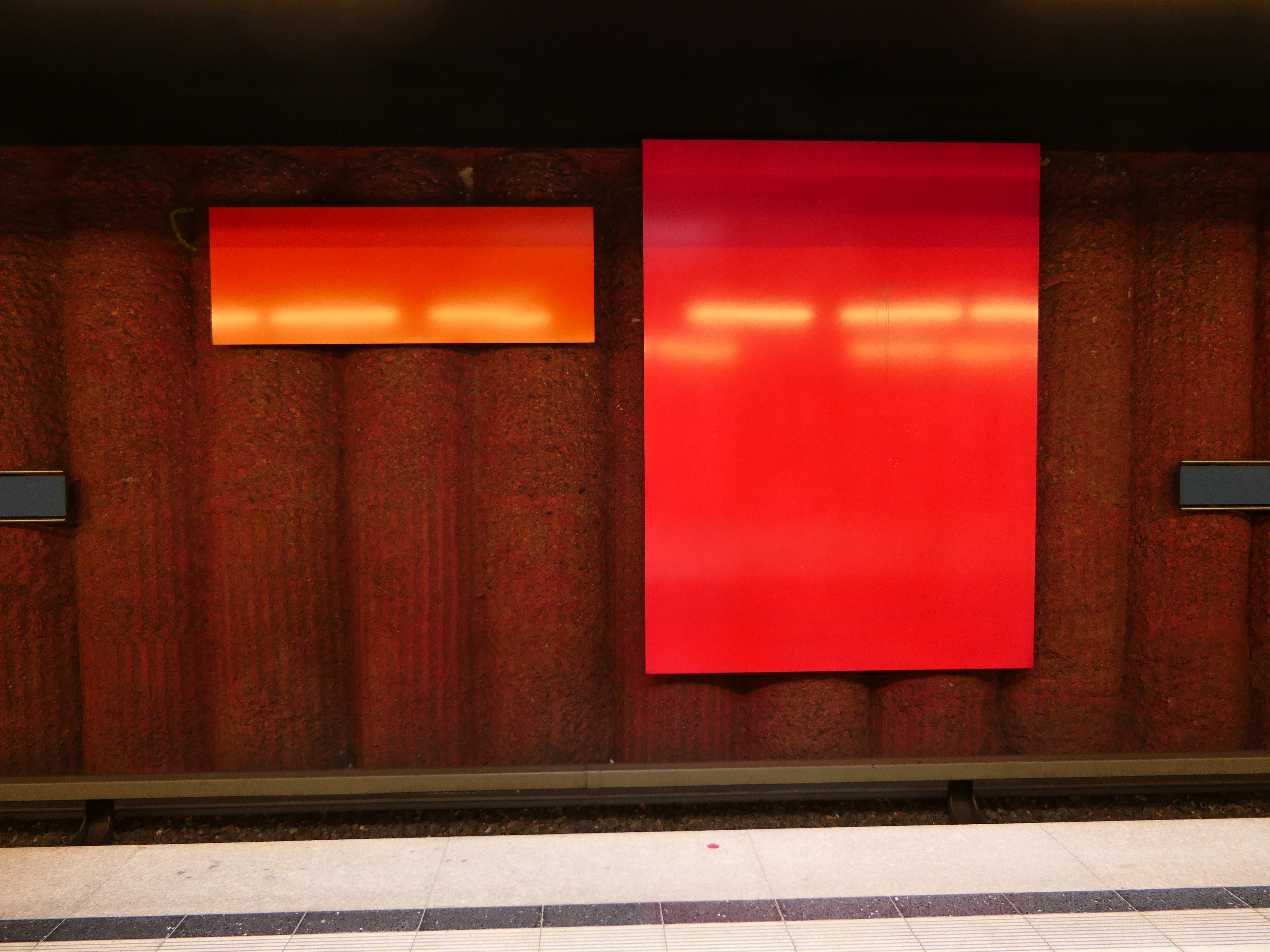
Zweiteiliges Objekt 1
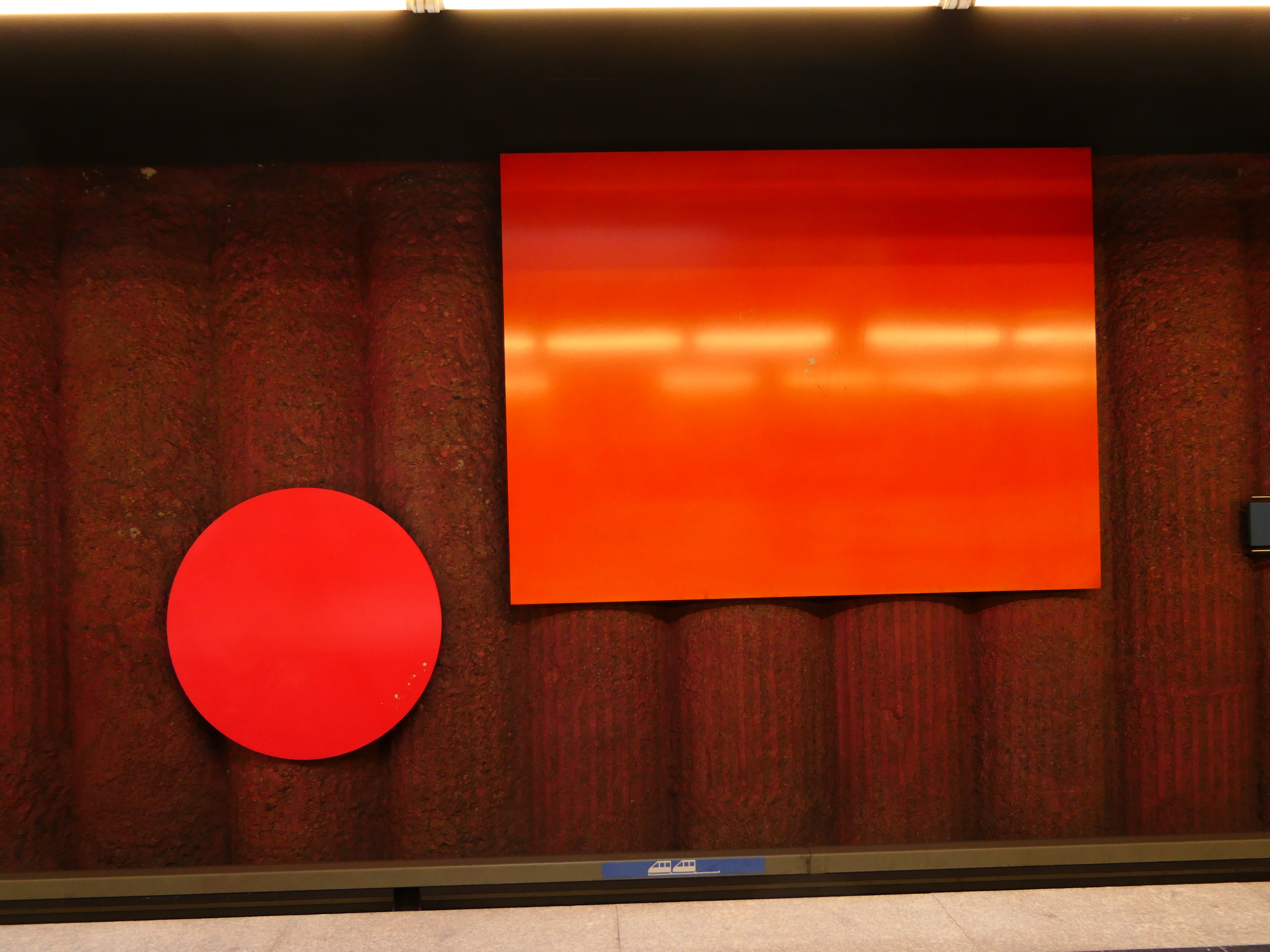
Zweiteiliges Objekt 2
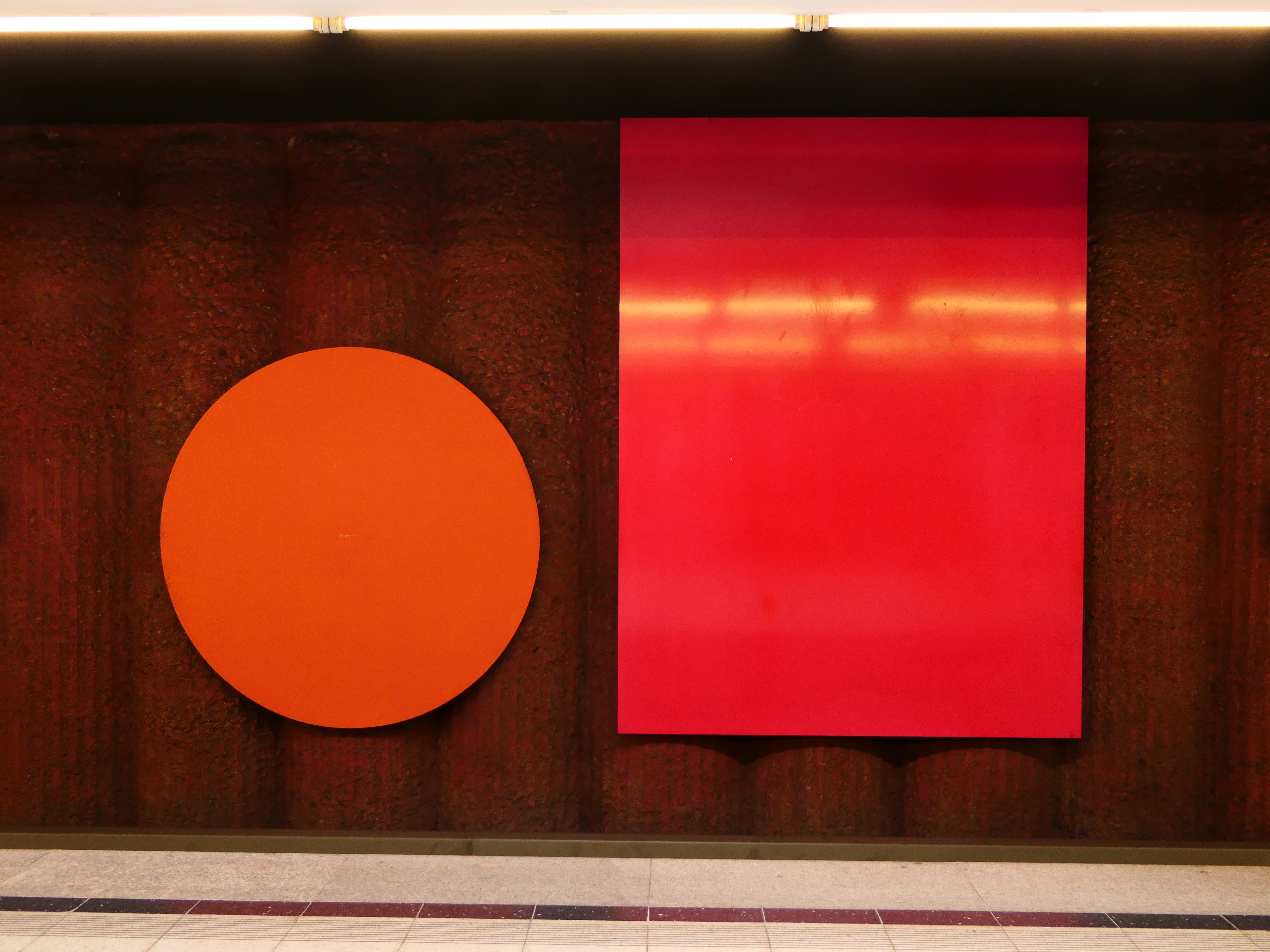
Zweiteiliges Objekt 3
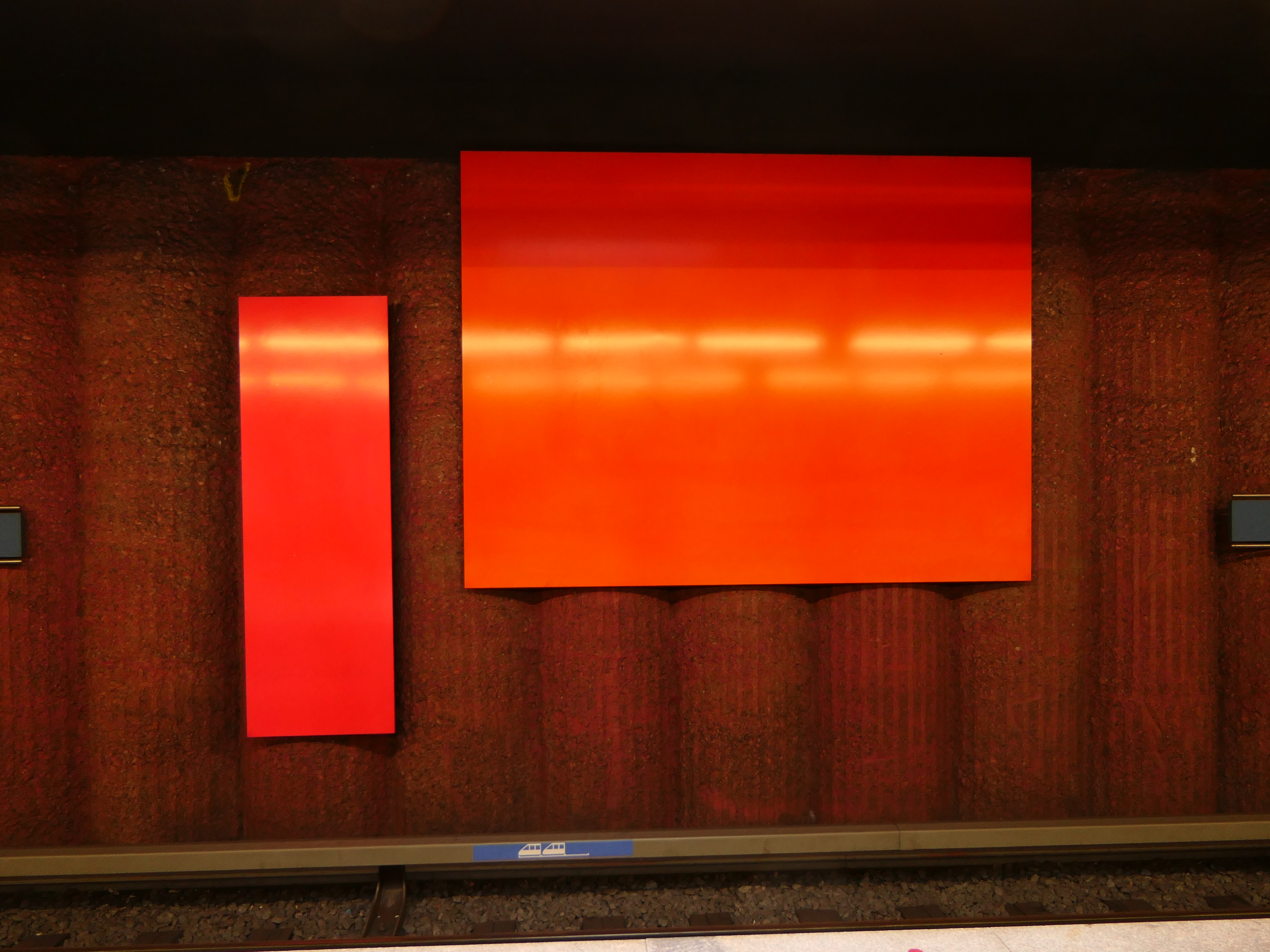
Zweiteiliges Objekt 4